# Sylvain Dieuaide
Pour les articles homonymes, voir Dieuaide.
Sylvain Dieuaide est un acteur, réalisateur et scénariste français.

## Biographie
Sylvain Dieuaide a été formé dans les cours d’art dramatique des conservatoires municipaux des 7e et 10e arrondissements de Paris, ainsi qu’au Cours Florent.
Il est nommé pour le César du meilleur espoir masculin en 2008 pour son rôle de Stéphane dans J'attends quelqu'un de Jérôme Bonnell.
Le 18 septembre 2017, Guillaume à la dérive, réalisé par Sylvain Dieuaide, est sélectionné parmi les courts métrages qui vont concourir au César 2018 du César du meilleur court métrage.

## Filmographie

### Acteur

#### Cinéma
- 2007 : Où avais-je la tête ? de Nathalie Donnini : l’employé du théâtre
- 2007 : J'attends quelqu'un de Jérôme Bonnell : Stéphane
- 2007 : Belle-Île-en-Mer de Benoît Forgeard : Greg (court métrage)
- 2007 : Esprit d’entreprise de Servane Py (court métrage)
- 2008 : Musée haut, musée bas de Jean-Michel Ribes : Stéphane
- 2008 : Si je tombe de Bojina Panayotova : François (court métrage)
- 2008 : Procuration de Vital Philippot : Justin (court métrage)
- 2010 : L'Enfance du mal d’Olivier Coussemacq : Romain
- 2010 : Ces amours-là de Claude Lelouch : le 1er FFI
- 2010 : Ma mort à moi de Mathieu Mazzoni (court métrage)
- 2010 : Blanche de Pierre Mazingarbe : Vendredi (court métrage)
- 2010 : Les Pierres jetées : Franck (court métrage)
- 2012 : Réussir sa vie de Benoît Forgeard : Greg
- 2012 : Vous n'avez encore rien vu d’Alain Resnais : Orphée (Compagnie de la Colombe)
- 2013 : Avec amour de Christophe Régin : l’employé de l’animalerie (court métrage)
- 2013 : 9m² de Sandy Seneschal : l’amoureux de Lola (court métrage)
- 2015 : Marguerite de Xavier Giannoli : Lucien Beaumont
- 2015 : Moonkup : Les Noces d'Hémophile de Pierre Mazingarbe : Hans Crassac  (court métrage)
- 2017 : Belle à croquer d’Axel Courtière : Oscar Mongoût
- 2017 : K.O. de Fabrice Gobert : Edgar Limo
- 2017 : Voir le jour de François Le Gouic (court-métrage)

#### Télévision
- 2007 : La Taupe de Vincenzo Marano : Denis Orcel (téléfilm)
- 2009 : Frères de sang de Stéphane Kappes : Brice Lemeunier / Loïc (téléfilm)
- 2009 : Mac Orlan (épisode Ennemis intimes) de Patrick Poubel : Nicolas Talbot
- 2010 : Commissaire Magellan (épisode Théâtre de sang) de Claire de la Rochefoucauld : Léo Ruelle
- 2014 : Rocky IV : Le Coup de poing américain, documentaire de Dimitri Kourtchine : narrateur
- 2017 : Engrenages (saison 7) : Jean-Étienne Vern
- 2019 : Le Bazar de la Charité d'Alexandre Laurent : Pierre-Henri de la Trémoille
- 2023 : L'Art du crime (épisode Versailles, es-tu là ?) de Floriane Crépin : Renan Belleau

### Réalisateur et scénariste
- 2011 : Conversation avec un épouvantail (court-métrage)
- 2016 : Guillaume à la dérive (court-métrage)

## Théâtre
- La Mort de Tintagiles de Maurice Maeterlinck, mise en scène de Géraldine Martineau, au Théâtre de la Tempête, Versailles
- La Mouette d’après Anton Tchekhov, mise en scène de Benjamin Porée, au Quartz (Brest)
- Trilogie du revoir de Botho Strauss, mise en scène de Benjamin Porée, au Festival IN (Avignon), et au Théâtre des Gémeaux - Scène nationale de Sceaux
- Le garçon sort de l'ombre de Régis de Martrin-Donos, mise en scène de Jean-Marie Besset, au Théâtre des 13 vents (Montpellier), et au Théâtre de Poche Montparnasse[3]
- R. and J. Tragedy de Jean-Michel Rabeux, mise en scène : Jean-Michel Rabeux à la MC93 Bobigny
- La Leçon du maître d’après Henry James, adaptation de Jean Pavans, mise en scène : Jacques Lassalle, au Festival NAVA (Limoux)[4],[5]
- Les Trois Sœurs d’Anton Tchekhov, mise en scène de Volodia Serre, en tournée
- Frontière de Régis de Martrin-Donos, mise en scène de Benjamin Crossman, Festival NAVA (Limoux)
- Quitter la France d’Ariel Kenig, mise en scène de Maxime Franzetti, Ciné 13 Théâtre
- La Coupe et les Lèvres d’Alfred de Musset, mise en scène de Jean-Pierre Garnier, Théâtre de la Tempête, Théâtre des 13 vents (Montpellier)
- Mademoiselle Julie d’August Strindberg, mise en scène de Géraldine Martineau, La Loge (Paris)
- Perthuis de Jean-Marie Besset, mise en scène de Gilbert Désveaux, Vingtième Théâtre (Paris)
- Je rien te Deum de Fabrice Melquiot, mise en scène de Jean-Pierre Garnier, Théâtre de Nîmes, Théâtre de l'Odéon, Centre dramatique national de Reims
- Kids de Fabrice Melquiot, mise en scène de Mélodie Berenfeld, Maison de l'Arbre (Montreuil), Festival Off (Avignon), Théâtre 13, Théâtre Silvia Monfort, prix Paris Jeune Talent
- Sweet Home d’Arnaud Cathrine, mise en scène de Jean-Pierre Garnier, Théâtre de la Tempête
- Phèdre de Jean Racine, mise en scène de Thomas Bouvet, Centre dramatique national de Reims
- L’Orestie d’Eschyle, mise en scène de David Géry, Théâtre de la Commune (centre dramatique d’Aubervilliers)
- Ambulance de Gregory Motton, mise en scène de Maxime Franzetti, Théâtre 13
- Les Quartiers de chairs de Jean-Claude Schwartzmann, mise en scène de Jean-Claude Schwartzmann, Festival de Saint-Mandé
- Musée haut, musée bas de Jean-Michel Ribes, mise en scène de Jean-Michel Ribes, Théâtre du Rond-Point, tournée